# Wilhelm Emanuel Süskind
Wilhelm Emanuel Süskind (* 10. Juni 1901 in Weilheim in Oberbayern; † 17. April 1970 in Tutzing) war ein deutscher Autor, Übersetzer, Herausgeber und Journalist.

## Herkunft und Ausbildung
Wilhelm Emanuel Süskind wurde als Sohn des Münchner Tierarztes und Ministerialrats Karl Paul Süskind (1873–1947) und dessen Frau Hedwig Dorothea Berta Mathilde, geb. Engelmann (1875–1943), in Weilheim geboren. Sein Großvater mütterlicherseits war der schwäbische Dichter Emil Engelmann.
Wilhelm Emanuel Süskind studierte Geschichte und Rechtswissenschaften an der Ludwig-Maximilians-Universität in München.

## Schriftsteller und Kritiker
Sein Studium gab er auf, um Schriftsteller zu werden. 1927 erschien sein Novellenband Tordis. Mit Jugend (1930) und Mary und ihr Knecht (1932) folgten zwei Romane. Seit 1928 war Süskind im Lektorat der Deutschen Verlagsanstalt tätig.
Süskind machte sich bereits Ende der 1920er Jahre als Literaturkritiker einen Namen, vor allem durch seine Rezensionen für die Zeitschrift Die Literatur, deren Herausgeber er am 1. Juli 1933 wurde und bis 1943 war. Als Herausgeber passte sich Süskind der nationalsozialistischen Kulturpolitik an. Seine eigene Literaturkritik zeigte jedoch keine Nähe zur Literaturpolitik des Dritten Reiches. Süskind war Mitarbeiter der Frankfurter Zeitung und leitete deren Literaturblatt von Mai bis August 1943, als das Erscheinen der Zeitung verboten wurde. Von November 1943 bis Februar 1945 redigierte Süskind von seinem Wohnsitz am Starnberger See aus das Literaturblatt der Krakauer Zeitung, die im annektierten Generalgouvernement erschien, ab September 1944 war er Mitherausgeber der Krakauer Monatshefte, eines „wüsten nationalsozialistischen Propaganda-Periodikums“ (von Harbou). Dafür fuhr er laut Knud von Harbou ein- bis zweimal im Monat in das von Hans Frank geführte Generalgouvernement, dessen Politik, so Süskind 1946 an Heinz Stroh, „auf Versöhnung mit den Polen abgezielt“ habe. Ab 1940 schrieb er auch für die Wochenzeitung Das Reich.

## Redakteur bei der Süddeutschen Zeitung
Nach 1945 stieß Süskind zur neu gegründeten Süddeutschen Zeitung (SZ), für die er zuerst als Sonderberichterstatter vom Nürnberger Prozess gegen die Hauptkriegsverbrecher tätig wurde und während des gesamten Hauptprozesses anwesend war. Seine Reportagen sammelte er 1963 in dem Band Die Mächtigen vor Gericht. Danach arbeitete er als leitender Redakteur im Bereich Politik für die SZ.
Süskind war seit 1922 auch als Übersetzer tätig (u. a. von Werken Tania Blixens, Herman Melvilles, Robert Louis Stevensons, William Makepeace Thackerays) und fand schon in den 1940er Jahren als Sprachkritiker und -pfleger Beachtung (Vom ABC zum Sprachkunstwerk, 1940). Zu seinen sprachkritischen Arbeiten nach dem Krieg gehören Beiträge in der zusammen mit Dolf Sternberger und Gerhard Storz verantworteten Kolumne Aus dem Wörterbuch des Unmenschen über die Sprache des Nationalsozialismus in der Monatsschrift Die Wandlung. In Auszügen wurden diese Kolumne 1957 in Buchform veröffentlicht und fanden einen großen Leserkreis.
Süskind ist der Vater des Journalisten Martin E. Süskind und des Schriftstellers Patrick Süskind. Er war ein Jugendfreund von Erika und Klaus Mann, die nach ihrer Emigration jedoch demonstrativ den Kontakt zu ihm abbrachen: „Man konnte ein Freund und Schützling unseres Hauses gewesen sein und dennoch im ‚Generalgouvernement‘ ein Naziamt bekleiden. Nicht aber konnte man das letztere tun und weiterhin unser Freund heissen“, so Erika Mann 1946. Süskind gehörte der Deutschen Akademie für Sprache und Dichtung und dem P.E.N.-Zentrum Deutschland als Mitglied an.

## Werke (Auswahl)
- Das Morgenlicht – Erzählung, Stuttgart 1926
- Jugend – Roman, Stuttgart 1930
- Mary und ihr Knecht – Roman, Stuttgart 1932
- Vom ABC zum Sprachkunstwerk. Eine deutsche Sprachlehre für Erwachsene. Stuttgart : Deutsche Verl. Anst., 1940. Düsseldorf 1960 , 2. Auflage der von Thomas Schlachter bearbeiteten Neuausgabe, Edition Epoca, Zürich 2006, ISBN 3-905513-42-0
- Pferderennen, München 1950
- mit Dolf Sternberger und Gerhard Storz: Aus dem Wörterbuch des Unmenschen.  Hamburg 1957
- Wer hätte das von uns gedacht – 10 Jahre Bundesrepublik Deutschland, 1959
- Abziehbilder – Notizen aus dem Alltag eines Zeitgenossen, Stuttgart 1963
- Ende der religiösen Sprache – und was dann?. In: Heinz Zahrnt/ Axel Seeberg (Hrsg.): Abschied vom Christentum? Hamburg 1964, S. 160ff.
- Der nicht ganz eiserne Kanzler – Jünglingsjahre der Bundesrepublik  Deutschland als Hrsg., Boppard 1965
- Gekannt, verehrt, geliebt – 50 Nekrologe aus unserer Zeit, München 1969
- Dagegen hab' ich was – Sprachstolpereien, Stuttgart 1969